# Celeste (Vorname)
Celeste oder Céleste ist ein überwiegend weiblicher Vorname.

## Herkunft und Bedeutung
Celeste ist von lateinisch caelestis „himmlisch“ abgeleitet.

## Verbreitung
Der Name Celeste fand bereits in der frühchristlichen Namengebung Verwendung.
In den USA zählte Celeste [sə.ˈlɛst] bzw. [sɪ.ˈlɛst] bereits im ausgehenden 19. Jahrhundert wiederholt zu den 500 meistgewählten Mädchennamen. Von 1949 bis 1976 fand er sich in der Top-400 der Vornamenscharts. Dann verlor er leicht an Popularität, nur um ab 1989 wieder an Beliebtheit zu gewinnen. Fünf Jahre später erreichte der Name erstmals die Top-300 der Vornamenscharts. Als höchste Platzierung stand er im Jahr 2004 auf Rang 204 der Hitliste. Daraufhin verlor er erneut an Popularität bis zu einem Tiefpunkt im Jahr 2015 (Rang 498). Seitdem stieg er in den Vornamenscharts wieder auf und belegte im Jahr 2023 Rang 275.
In England und Wales wird der Name seltener vergeben. Obwohl Celeste seit den 1990er Jahren wiederholt zu den 1000 meistgewählten Mädchennamen der Landteile zählte, erreichte er erst im Jahr 2023 mit Rang 444 erstmals die Top-500 der Vornamenscharts.
In Frankreich war Celeste [se.ˈlɛst] bereits zu Beginn des 20. Jahrhunderts verbreitet und zählte teilweise zu den 200 beliebtesten Mädchennamen. Im Laufe der Jahre verlor er jedoch an Popularität. Die vorerst letzte Platzierung in der Top-500 der Mädchennamen erreichte er im Jahr 1937. Im gleichen Zeitraum war der Name auch als Männername geläufig, wurde als solcher jedoch seltener vergeben. Im Jahr 1900 stand er auf Rang 326 der beliebtesten Jungennamen. Zuletzt erreichte er die Top-500 der Jungennamen im Jahr 1931. Als Frauenname erlangte der Name um die Jahrtausendwende herum neue Popularität. Im Jahr 1999 trat er mit Rang 366 erneut in die Hitliste der 500 beliebtesten Mädchennamen des Landes ein. Im Jahr 2007 erreichte er die Top-200, verließ diese jedoch drei Jahre später wieder und 2012 schließlich auch die Top-500. Parallel zu diesem Absturz erlebte die Schreibweise Céleste einen Aufschwung. 2011 trat sie mit Rang 301 in die Top-500 der Vornamenscharts ein und erreichte bereits zwei Jahre später erstmals die Top-200. Seit 2020 zählt Céleste zur Top-100 der Mädchennamen und belegte im Jahr 2023 Rang 66 der Hitliste.
In Belgien zählt Céleste seit 2017 zu den 100 beliebtesten Mädchennamen (Ausnahme: 2019). Zuletzt belegte der Name Rang 67 der Hitliste (2023).
Der Name Celeste [t͡ʃe.ˈlɛː.ste] gewann in Italien seit der zweiten Hälfte der 2000er Jahre an Popularität. Im Jahr 2013 stieg er in die Top-100 der Vornamenscharts auf und nahm weiter an Beliebtheit zu. Im Jahr 2023 belegte er Rang 48 der Hitliste. Obwohl der Name in Italien auch ein Männername ist, wird er primär an Frauen vergeben.
In Spanien zählte Celeste [θe.ˈles.te] von den 1990er bis in die 2010er Jahre zu den 500 beliebtesten Mädchennamen.
Demgegenüber stieg der Name Celeste [se.ˈles.te] in Chile im Jahr 2013 in die Top-100 der Vornamenscharts auf. Im Jahr 2021 stand er auf Rang 40 der Hitliste. In Puerto Rico belegte er im Jahr 2023 in den Vornamenscharts Rang 100.
In Brasilien war der Name Celeste [se.ˈlɛs.t͡ʃi] bis in die 1960er Jahre hinein geläufig, zählte jedoch nie zu den beliebtesten Mädchennamen. Seit den 1970er Jahren zählt er nicht mehr zur Top-500 der Vornamenscharts.
Der Name Celeste wird in Deutschland nur selten vergeben. Zwischen 2010 und 2023 wurde er nur etwa 200 Mal als erster Vorname vergeben. Im Durchschnitt sind Menschen in Deutschland mit dem Namen Celeste 33 Jahre alt. Dabei wird er überwiegend von Frauen getragen.

## Varianten

### Weibliche Varianten
- Deutsch
  - Diminutiv: Silke
- Englisch: Celestia, Celia
- Esperanto: Ĉiela
- Französisch: Céleste, Célia
- Latein
  - Altrömisch: Caelia
- Niederländisch
  - Diminutiv: Silke
- Portugiesisch: Célia
- Spanisch: Celia, Cielo
  - Katalanisch: Cèlia

### Männliche Varianten
- Französisch: Céleste
- Italienisch: Celio
- Latein
  - Altrömisch: Caelius
  - Spätrömisch: Caelestis, Caelestius
- Portugiesisch: Célio
- Spanisch: Celio

## Bekannte Namensträger

### Weibliche Namensträger

#### Künstler- bzw. Ordensname
- Celeste (* 1972), US-amerikanische Erotik- und Pornodarstellerin
- Celeste (* 1994), amerikanisch-britische Singer-Songwriterin
- Celeste Star (* 1985), US-amerikanische Pornodarstellerin
- Maria Celeste (1600–1634), Nonne

#### Vorname
- Celeste Amarilla (* 1964), paraguayische Politikerin, Mitglied der Abgeordnetenkammer und Senatorin
- Celeste Barber (* 1982), australische Komikerin, Schauspielerin und Autorin
- Celeste Boureille (* 1994), US-amerikanische Fußballspielerin
- Céleste Brunnquell, französische Filmschauspielerin
- Celeste Buckingham (* 1995), slowakische Sängerin und Schauspielerin
- Celeste Caeiro (1933–2024), portugiesische Kellnerin, Friedensaktivistin und Zeitzeugin
- Celeste Chop-Groenevelt (1875–1958), deutsch-amerikanische Pianistin
- Celeste Cid (* 1984), argentinische Filmschauspielerin
- Celeste Coltellini (1760–1828), italienische Opernsängerin (Mezzosopran)
- Celeste Cortesi (* 1997), philippinisch-italienisches Model
- Céleste-Thérèse Couperin (1793–1860), französische Organistin und Musikpädagogin
- Celeste Dalla Porta (* 1997), italienische Schauspielerin und Model
- Celeste Espino (* 2003), mexikanische Fußballtorhüterin
- Celeste Holm (1917–2012), US-amerikanische Schauspielerin
- Celeste Loots (* 1996), südafrikanische Schauspielerin
- Celeste Rose Mackeprang, dänisch-deutsche Tänzerin und Moderatorin
- Celeste Maloy (* 1981), US-amerikanische Politikerin
- Celeste Meccia (* 1986), argentinisch-italienische Handballspielerin
- Céleste Mogador (1824–1909), französische Tänzerin und Schriftstellerin
- Céleste Mordenti (* 2003), luxemburgische Turnerin
- Celeste Mucci (* 1999), australische Leichtathletin
- Celeste Ng (* 1980), US-amerikanische Schriftstellerin
- Celeste O’Connor (* 1998), US-amerikanische Schauspielerin
- Celeste Plak (* 1995), niederländische Volleyballspielerin
- Celeste Rodrigues (1923–2018), portugiesische Musikerin
- Celeste Saulo (* 1964), argentinische Meteorologin und Hochschullehrerin
- Celeste A. Wallander (* 1961), US-amerikanische Politikwissenschaftlerin
- Celeste Yarnall (1944–2018), US-amerikanische Schauspielerin

#### Weiterer Vorname
- Dorothy Celeste Boulding Ferebee (1898–1980), US-amerikanische Medizinerin, Hochschullehrerin und Bürgerrechtsaktivistin
- Lolina Celeste de Deus (* 1967), osttimoresische Politikerin
- Maria Celeste Crostarosa (1696–1755), italienische Selige, Nonne, Mystikerin und Ordensgründerin
- Maria Celeste Genitempo (* 1974), US-amerikanische Schauspielerin und Model
- M. Celeste Simon (* 1954), US-amerikanische Biologin und Krebsforscherin

### Männliche Namensträger
- Celeste Rinaldi (1902–1977), italienischer Ägyptologe und Architekt
- Emmanuel Celeste Trance (* 1953), philippinischer Geistlicher, römisch-katholischer Bischof von Catarman
- Francis Celeste Le Blond (1821–1902), US-amerikanischer Politiker

### Nichtbinäre Namensträger
- Boris Celeste Hoge-Benteler (* 1979), deutscher Schriftsteller